# Geel schorssteeltje
Geel schorssteeltje (Chaenotheca chrysocephala) is een korstmos die behoort tot de familie Coniocybaceae. Het leeft in symbiose met de alg Trebouxia. Het komt voor op bomen.

## Verspreiding
In Nederland is geel schorssteeltje zeldzaam. Het zwaartepunt van de soort ligt alhier op de Veluwe.